# Similosodus transversefasciatus
Similosodus transversefasciatus är en skalbaggsart som först beskrevs av Stephan von Breuning 1938. Similosodus transversefasciatus ingår i släktet Similosodus och familjen långhorningar.
Artens utbredningsområde är:
- Laos.
- Myanmar.

Inga underarter finns listade i Catalogue of Life.